# Prima

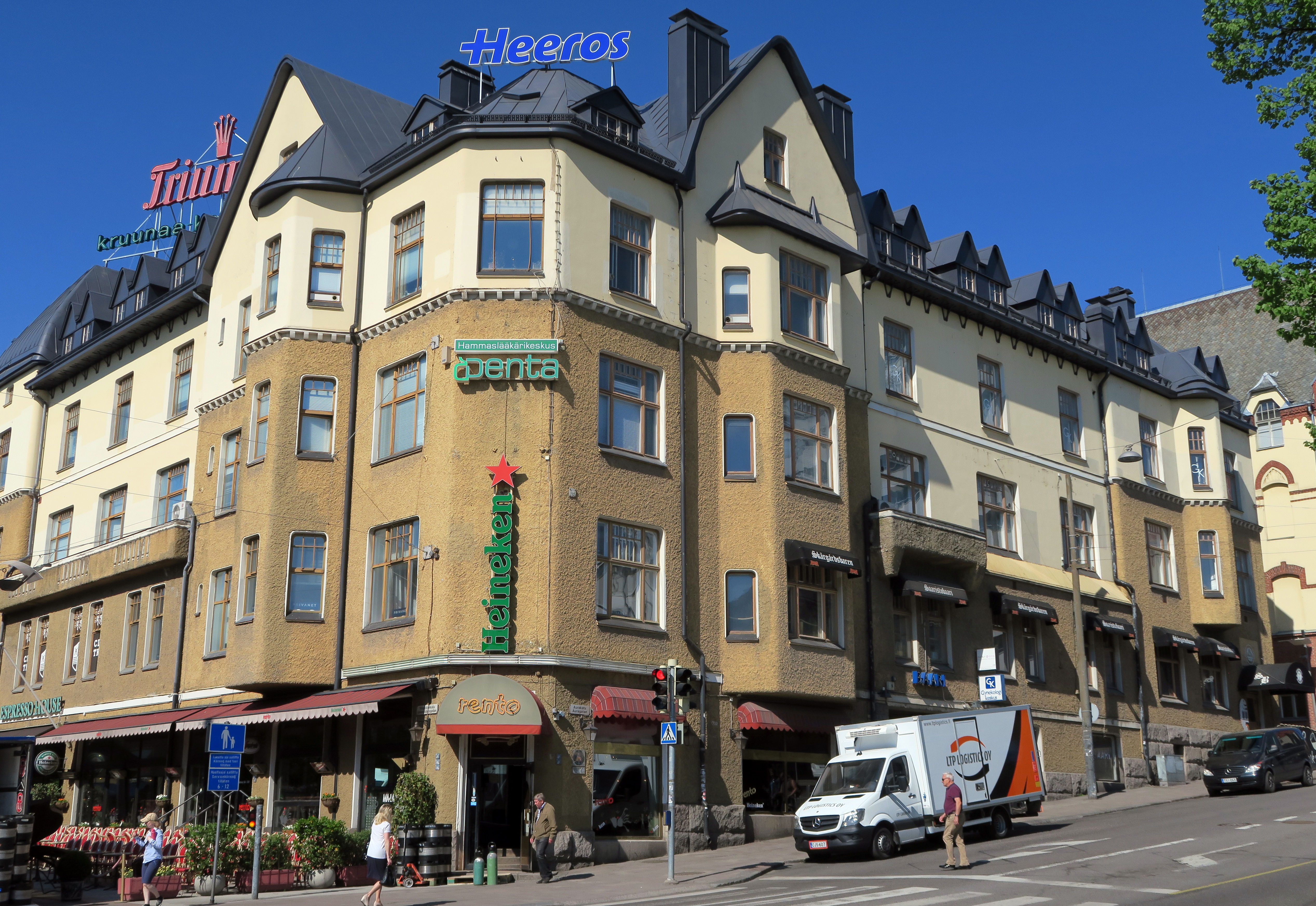
Primahuset 2018

Prima är ett hus  i jugendstil ritad av åboarkitekten Frithiof Strandell. Byggnaden från år 1904 finns i centrala Åbo, i hörnet av Universitetsgatan och Auragatan. 
Förutom lägenheter, fanns även Åbos första biograf Maailman ympäri i byggnaden, mellan åren 1905 och 1908. Under årens gång har till exempel ett bad och dagstidningen Uusi Aura verkat i huset. Nuförtiden finns det till exempel nattklubbar och restauranger i byggnaden.